# 녹봉
녹봉(祿俸) 또는 봉록(俸祿)은 관리에게 지급하는 급료이다. 녹봉은 주로 현물인 쌀, 보리 등의 곡식(녹)과 베, 비단(봉) 등으로 지급하였다.

## 한국사
고려 시대에는 문종 때 기존의 전시과 등을 개혁하여 실시하였으며, 1년에 두 차례 녹패를 창고에 제시하고 받았다. 녹봉에는 47등급이 있었는데, 1년에 1등급은 400석을 받고, 최하 47등급은 10석을 받았다.
조선 시대에는 정1품은 곡식 97석, 삼베 21필, 저화 10장을 받았고, 종9품은 곡식 12석, 삼베 2필, 저화 1장을 받았다.

## 같이 보기
- 과전법
- 요록(料祿) 조선시대 급여수준